# Tenac
Tenac (en francès Thénac) és un municipi francès situat al departament de la Dordonya i a la regió de la Nova Aquitània.
Al municipi de Tenac pertanyen per fusió simple els antics municipis de Monbos i Puyguilhem.

## Demografia
| 1962                                       | 1968 | 1975 | 1982 | 1990 | 1999 | 2007 |
| ------------------------------------------ | ---- | ---- | ---- | ---- | ---- | ---- |
| 512                                        | 436  | 379  | 314  | 300  | 291  | 369  |
| Des de 1962: població sense dobles comptes |      |      |      |      |      |      |

## Administració
| Període | Identitat              | Partit |
| ------- | ---------------------- | ------ |
| 1995-   | Jean-Jacques Chapellet |        |